# Ratpenat d'espatlles grogues bolivià
El ratpenat d'espatlles grogues bolivià (Sturnira oporaphilum) és una espècie de ratpenat de la família dels fil·lostòmids. Viu a l'Argentina, Bolívia, l'Equador i el Perú. El seu hàbitat natural és desconegut. No es coneix cap amenaça significativa per a la supervivència d'aquesta espècie.